# 8433 Бракіргінкус
8433 Бракіргінкус (8433 Brachyrhynchus) — астероїд головного поясу.
Тіссеранів параметр щодо Юпітера — 3,322.